# Luis-Joe Lührs
Luis-Joe Lührs (* 20. Januar 2003 in München) ist ein deutscher Radrennfahrer.

## Werdegang
Als Kind und in den ersten Jugendjahren fuhr  Luis-Joe Lührs für den RSV Irschenberg. Als Juniorenfahrer gewann er im Bahnradsport im Jahr 2020 mit dem deutschen Bahnvierer die Silbermedaille der Bahn-Europameisterschaften der Junioren und wurde 2021 Juniorenweltmeister.
Auf der Straße fuhr Lührs für Auto Eder, dem Farmteam des UCI WorldTeam Bora-hansgrohe, für das er 2021 jeweils Zweiter der Classique des Alpes Juniors und der Deutschen Junioren-Meisterschaften wurde sowie eine Etappe der Ain Bugey Valromey Tour gewann. Im Straßenrennen der Weltmeisterschaften 2021 wurde er Zehnter, und er entschied die Rad-Bundesliga in der Junioren-Kategorie für sich.
Im August 2021 wurde bekannt gegeben, dass Lührs bereits in seinem ersten Jahr im Erwachsenenbereich 2022 für das UCI WorldTeam Bora-hansgrohe fahren werde, mit dem er einen Vertrag bis Ende 2024 habe. Bei der Clásica de Almería, einem Eintagesrennen der UCI ProSeries, belegte er Rang 13 und erhielt dadurch erste Punkte in der Weltrangliste.
Zur Saison 2025 wechselt Lührs zum Decathlon AG2R La Mondiale Development Team.

## Familie
Luis-Joe Lührs ist der jüngere Bruder des Radrennfahrers Leslie Lührs.

## Erfolge
2020
- Europameisterschaften – Mannschaftsverfolgung (Junioren)

2021
- eine Etappe Ain Bugey Valromey Tour
- Weltmeister – Mannschaftsverfolgung (Junioren)

2022
- Mannschaftszeitfahren Tour de l’Avenir